# Bracon castaneus
Bracon castaneus är en stekelart som beskrevs av Gaspard Auguste Brullé 1846. Bracon castaneus ingår i släktet Bracon och familjen bracksteklar. Inga underarter finns listade.